# Frederik I van Zwaben
Frederik I van Zwaben (ca. 1050 – 4 juni 1105) was een zoon van Frederik van Büren en van Hildegard. Hij werd tijdens het paasfeest van 1079 te Regensburg benoemd tot hertog van Zwaben. 
Frederik was een trouwe vazal van keizer Hendrik IV. In 1077 vergezelde hij Hendrik tijdens de tocht naar Canossa en hij vocht aan de kant van Hendrik tijdens de Slag bij Mellrichstadt in 1078. In 1079 werd Frederik benoemd tot hertog van Zwaben en werd daarbij volgens Otto van Freising door Hendrik geprezen als de trouwste en dapperste van zijn edelen. Frederik verloofde zich bij deze gelegenheid met Hendriks dochter Agnes, die toen vijf jaar oud was. 
In 1081 werd Frederik bij Höchstädt an der Donau verslagen door Herman van Salm. In 1086 ontzette hij, ondanks een aanvankelijke nederlaag, samen met Hendrik Würzburg. In de periode van 1090 tot 1096 vergezelde hij Hendrik naar Italië. In andere jaren was hij de plaatsvervanger van de koning in Duitsland, hij noemde zich in die tijd ook hertog van Franken.
Frederik bouwde een groot aantal kastelen, waaronder Hohenstaufen, dat zijn naam zou geven aan zijn dynastie, en de Haut-Kœnigsbourg. Hij stichtte een familieklooster in Lorch (Baden-Württemberg) en het Sankt-Fides klooster in Bamberg (stad). Samen met zijn moeder en broers schonk hij de Heilig-Grafkerk te Sélestat aan de abdij van Conques.
Frederik en Agnes trouwden ca. 1090 en kregen de volgende kinderen:
- Frederik II
- Koenraad III (Rooms-koning)

N.B. Slechts bovenstaande twee kinderen zijn aantoonbaar. Het bestaan van een vermeende dochter Gertrude, die trouwde met Herman van Stahleck, blijkt alleen uit twee documenten die moderne vervalsingen zijn gebleken. Ook het bestaan van andere kinderen blijkt op vervalsingen te berusten.